# Buch am Ammersee
Buch am Ammersee (amtlich: Buch a.Ammersee) ist ein Ortsteil der Gemeinde Inning am Ammersee im oberbayerischen Landkreis Starnberg.
Das Kirchdorf liegt südwestlich des Kernortes Inning direkt am Ostufer des 46,6 km² großen Ammersees. Am östlichen Ortsrand verläuft die Staatsstraße 2067 und nördlich die A 96. Östlich erstreckt sich der 4,34 km² große Wörthsee.

## Ehemalige Gemeinde
Mit dem Beginn der Bildung politischer Gemeinden in der ersten Hälfte des 19. Jh. entstand die Gemeinde Buch mit ihren drei Orten Buch, Bachern und Schlagenhofen. Sie gehörte zuerst zum Bezirksamt München links der Isar, wurde 1880 umgegliedert ins Bezirksamt München II, und kam 1902 zum Bezirksamt Starnberg. Die Umbenennung von Buch in Buch am Ammersee erfolgte zwischen 1950 und 1961. Die Gemeinde Buch am Ammersee wurde 1975 im Zuge der Gebietsreform in Bayern nach Inning am Ammersee eingegliedert.

## Sehenswürdigkeiten
In der Liste der Baudenkmäler in Inning am Ammersee sind für Buch am Ammersee sieben Baudenkmäler aufgeführt.
- Die Kapelle Breitbrunner Straße 3 aus der Zeit um 1900 ist ein kleiner Satteldachbau mit Dachreiter und Säulenportikus.
- Die im Jahr 1742 erbaute Kapelle St. Mariä Himmelfahrt (Dampfersteg 2) trägt einen Dachreiter. Sie wurde neugotisch verändert.
- Das Wohnhaus Seestraße 5 ist ein zweigeschossiger Schopfwalmdachbau mit verschiefertem Giebel, Erker und Balkon. Der Bau vom Ende des 19. Jahrhunderts wurde in spätklassizistischen Formen errichtet.
- Das Wohnhaus Seestraße 7 ist ein eingeschossiger Satteldachbau mit Zwerchgiebel. Der neuklassizistische Bau stammt aus dem Ende des 19. Jahrhunderts.